# موتور مهيم نارويي
موتور مهيم نارويي (بالإنجليزية: Mowtowr-e Mahim Naruyi)‏ هي منطقة سكنية تقع في سيستان وبلوتشستان في إيران. يقدر عدد سكانها بـ 78 نسمة .